# Гаральд Ульрик Свердруп
Гаральд Ульрик Свердруп (норв. Harald Ulrik Sverdrup; 15 листопада 1888 — 21 серпня 1957) — норвезький океанолог і метеоролог.

## Біографія
Народився у Согндалі. Після закінчення Університету Осло у 1914 році (захистив дисертацію про північноатлантичні пасатні вітри) працював в Геофізичному інституті у Лейпцигу. Потім працював метеорологом в Бергені. З 1918 по 1925 роки керував науковими дослідженнями в експедиції на шхуні «Мод», в ході якої було встановлено, що  мис Челюскіна є найпівнічнішою точкою Євразії. У 1926 році отримав посаду професора геофізики в Бергенському університеті. В 1931 році спільно з Джорджем Губертом Вілкінсом взяв участь  невдалій експедиції на підводному човні «Наутілус». З 1936 по 1948 очолював Океанографічний інститут імені Скріппса. В 1938 році був нагороджений медаллю Олександера Агассіза. З 1948 до своєї смерті очолював Норвезький полярний інститут.

## Вшанування
На честь Гаральда Свердрупа названа одиниця вимірювання витрати води в океанічних течіях: 1 Св = 10 6 м³/с.
Американським метеорологічним товариством вручається «Золота медаль Свердрупа» (Sverdrup Gold Medal Award) за внесок в розвиток теорії взаємодії океану і атмосфери.